# Universidad Rider
La Universidad Rider (Rider University en idioma inglés) es una universidad privada ubicada en Lawrenceville (Nueva Jersey), Estados Unidos de América.

## Historia
La universidad fue fundada en Trenton en 1872 como escuela de negocios con el nombre de Trenton Business College y su primer presidente fue Andrew Jackson Rider, un magnate de la industria del arándano rojo (color representativo de la universidad en la actualidad). En 1897 cambió de nombre a Rider Business College, tomando el apellido del presidente, y en 1921, al aumentar la oferta de programas académicos ofrecidos, a Rider College. En 1959 la necesidad de aumentar el campus conllevó el traslado a Lawrenceville y en 1994 se convirtió en Universidad Rider.

## Campus
El campus ocupa 280 acres (1.1 km²) en Lawrenceville, una zona suburbana a 3 millas de Trenton y 5 millas al sur de Princeton.

## Deportes
Todos los equipos de Rider compiten en la Metro Atlantic Athletic Conference de la División I de la NCAA, excepto el de hockey sobre césped, que pertenece a la Northeast Conference, y el de lucha, que forma parte de la Eastern Wrestling League.